# Хафыз Хаккы
Хафыз Хаккы-паша (тур. Hafız Hakkı Pasha; 1879, Битола — 15 февраля 1915, Эрзурум) — генерал вооружённых сил Османской империи.
Хафыз Хаккы учился в той же Академии Генерального штаба, что и Исмаил Энвер (будущий Энвер-паша), вместе с ним, и окончил её будучи первым в списке выпускников (а Энвер был вторым).
С 1912 года он воевал в Балканских войнах, а по их окончании написал книгу о полководческом искусстве.
Хафыз Хаккы-паша был одним из османских командиров во время Сарыкамышского сражения 1914—1915 годов, в ходе которого 3-я турецкая армия была разгромлена небольшими русскими силами. В начале 1915 года Энвер-паша назначил Хафыза Хаккы-пашу командующим остатками османских сил на Кавказском фронте, однако несколько недель спустя тот умер в Эрзуруме от тифа.